# IC 4387
IC 4387 — спиральная галактика типа Scd в созвездии Центавр.
Этот объект входит в число перечисленных в оригинальной редакции «Нового общего каталога».